# Arnold Lundgren
Johan Oscar Arnold Lundgren (født 5. januar 1899 i København, død 21. juni 1979 sammesteds) var en dansk landevejscykelrytter, som deltog i de olympiske lege i 1920 i Antwerpen.
Landevejscykling foregik i den periode som enkeltstart. Ved OL i 1920 blev han næstbedste dansker som nummer 17 i tiden  4:58:01,0 for de 175 km og som del af det danske hold, der desuden bestod af Ahrensborg Clausen, Christian Johansen og Christian Frisch, blev han nummer fire (resultaterne blev opgjort ved at lægge rytternes køretider sammen).